# Fiat 128 Moretti Roadster
Présenté par le constructeur italien Carrozzeria Moretti SpA au Salon de l'automobile de Turin de 1969, la Moretti 128 Roadster est un coupé doté d'un toit rigide démontable en deux parties, 
Le célèbre carrossier turinois fut le premier à produire une voiture ouverte sur base de la nouvelle Fiat 128, conservant néanmoins la mécanique Fiat et, plus précisément, le tout nouveau moteur de 1 116 cm3.
Les sensations de conduite sont comparables au modèle Fiat 128 de base ; l'habitabilité est excellente pour 4 personnes, voire pour un cinquième passager. La capacité du coffre à bagages est plus importante que celle de la berline Fiat 128.
Construite dans les ateliers Moretti de la via Monginevro de façon semi-artisanale, ces modèles fuoriserie ne pouvaient être fabriqués sur une chaîne de montage classique en raison d'une production limitée. La voiture présentait une ligne très élégante et agressive, typique de son époque.
En 1969, elle coûtait environ 1 500 000 lires, en 1972 environ 2 000 000, c'est-à-dire pratiquement le double du prix de la voiture la plus vendue en Europe dans les mêmes années, la Fiat 127.
Avec la version Roadster, Moretti présenta également la version Coupé qui disposait de la même mécanique Fiat, avec une ligne semblable mais avec un toit fixe, elle sera produite en plus grande quantité que la Roadster et une grande partie sera exportée.